# فرانك سيشييه

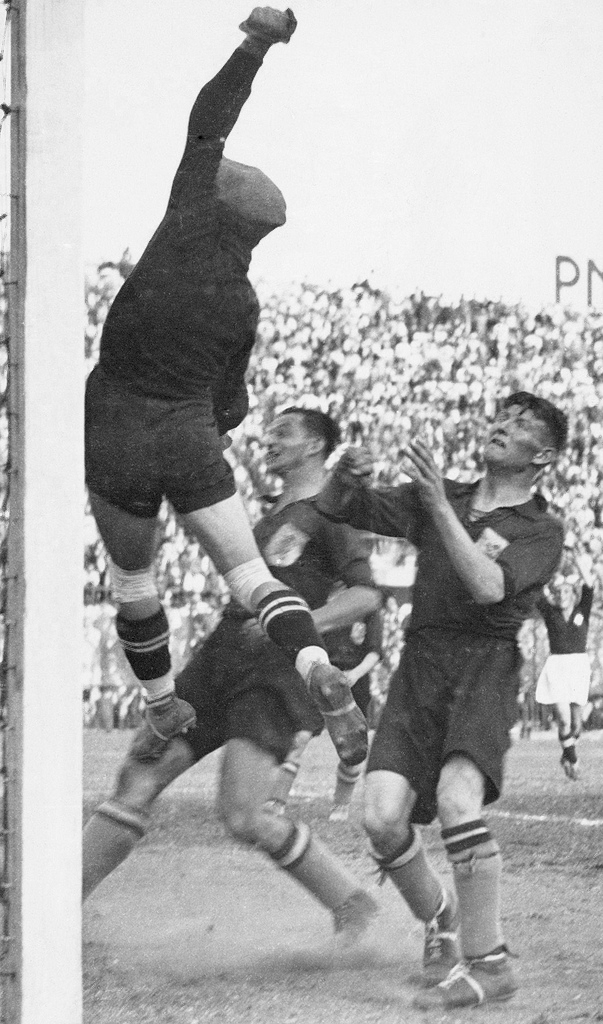
فرانك سيشييه

فرانك سيشييه (3 نوفمبر 1907 – 13 فبراير 1982) لاعب كرة قدم سويسري راحل كان يجيد اللعب في خط حراسة المرمى.
لعب طوال مسيرته الرياضية في أندية إتويل كاروغ (1923-1929) فرنسا (1929-1931) سيرفيت (1931-1934) لوزان (1934-1936).
مثل منتخب سويسرا في 37 مباراة (1927-1935). شارك مع منتخب سويسرا في بطولة كأس العالم 1934 في إيطاليا حيث خرج من الدور الربع النهائي.
تولى تدريب أندية فوروارد مورغس (1937-1938) لوزان (1942-1943) سيرفيت (1958-1959) سيون (1959-1961) لوزان (1961-1962).

## وصلات خارجية
- فرانك سيشييه على موقع قاعدة بيانات كرة القدم.إي يو (الإنجليزية)
- فرانك سيشييه على موقع بيانات كرة القدم. دي إي (الألمانية)
- فرانك سيشييه على موقع ناشيونال فوتبول تيمز (الإنجليزية)
- فرانك سيشييه على موقع Soccerway.com (الإنجليزية)
- فرانك سيشييه على موقع عالم كرة القدم.نت (الإنجليزية)
- فرانك سيشييه على موقع أوليمبيديا (الإنجليزية)

- سيرة ذاتية